# ألوين ارين
ألوين ارين (بالإنجليزية: Alwyn Warren)‏ هو قسيس نيوزيلندي، ولد في 23 سبتمبر 1900 في ويلينغتون في نيوزيلندا، وتوفي في 27 مايو 1988 في كرايستشرش في نيوزيلندا.